# Мірмілон

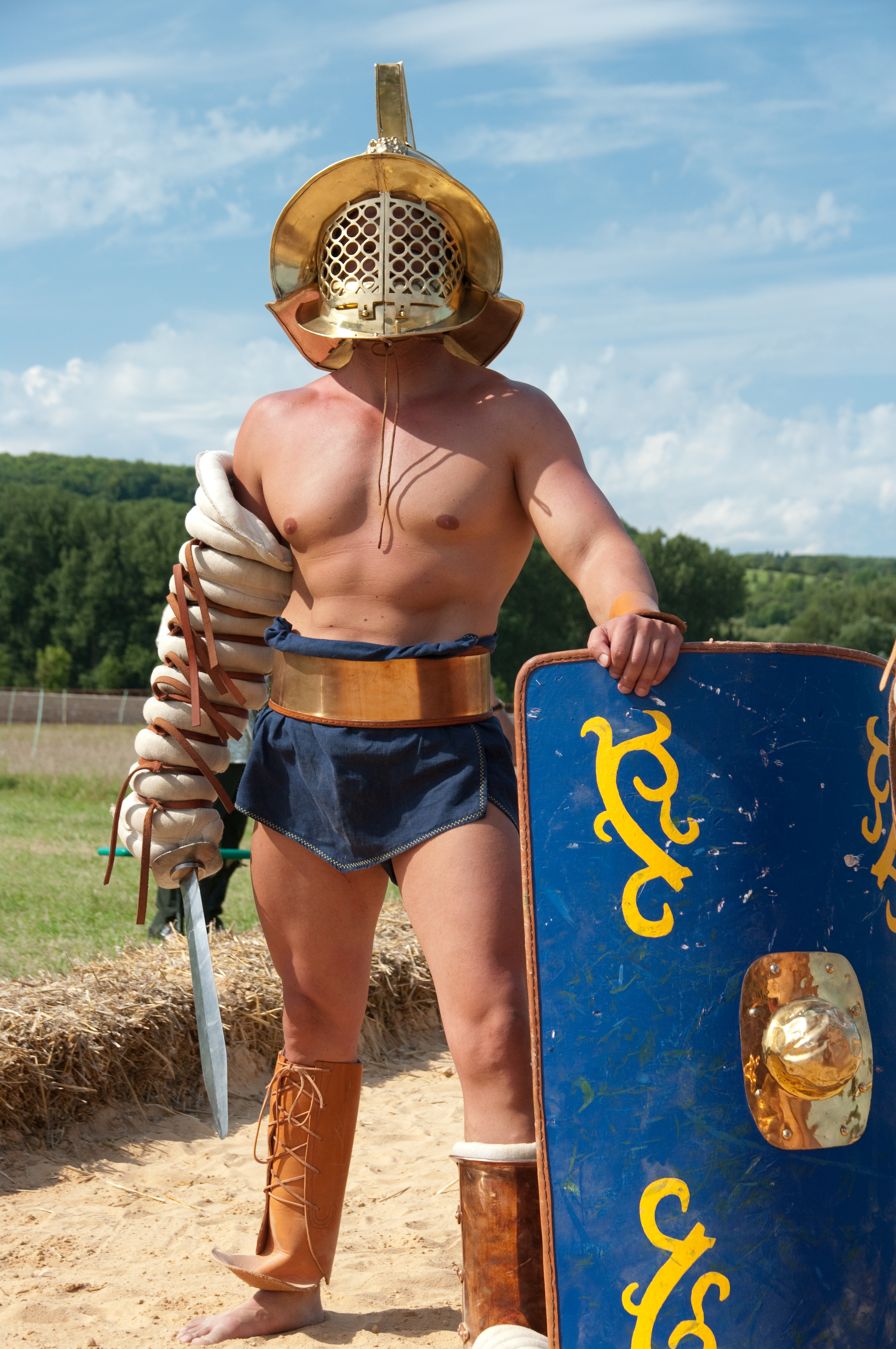
Сучасна реконструкція мірмілона.

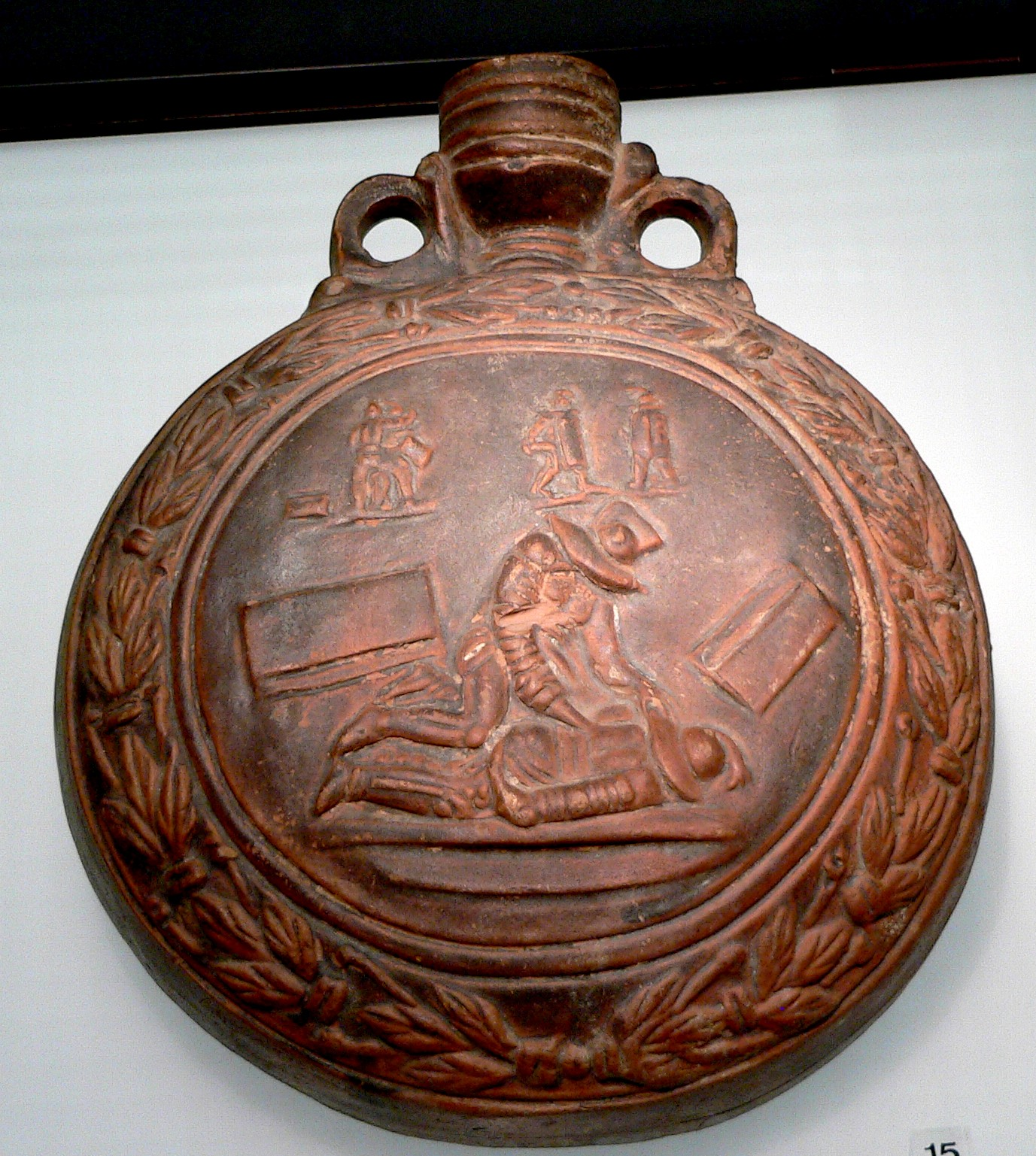
Мірмілон, який перемагає фракійця, зображення на римській фляжці I—II століття.

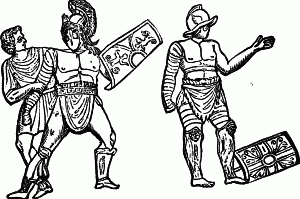
Бій між мірмілоном і самнітом.

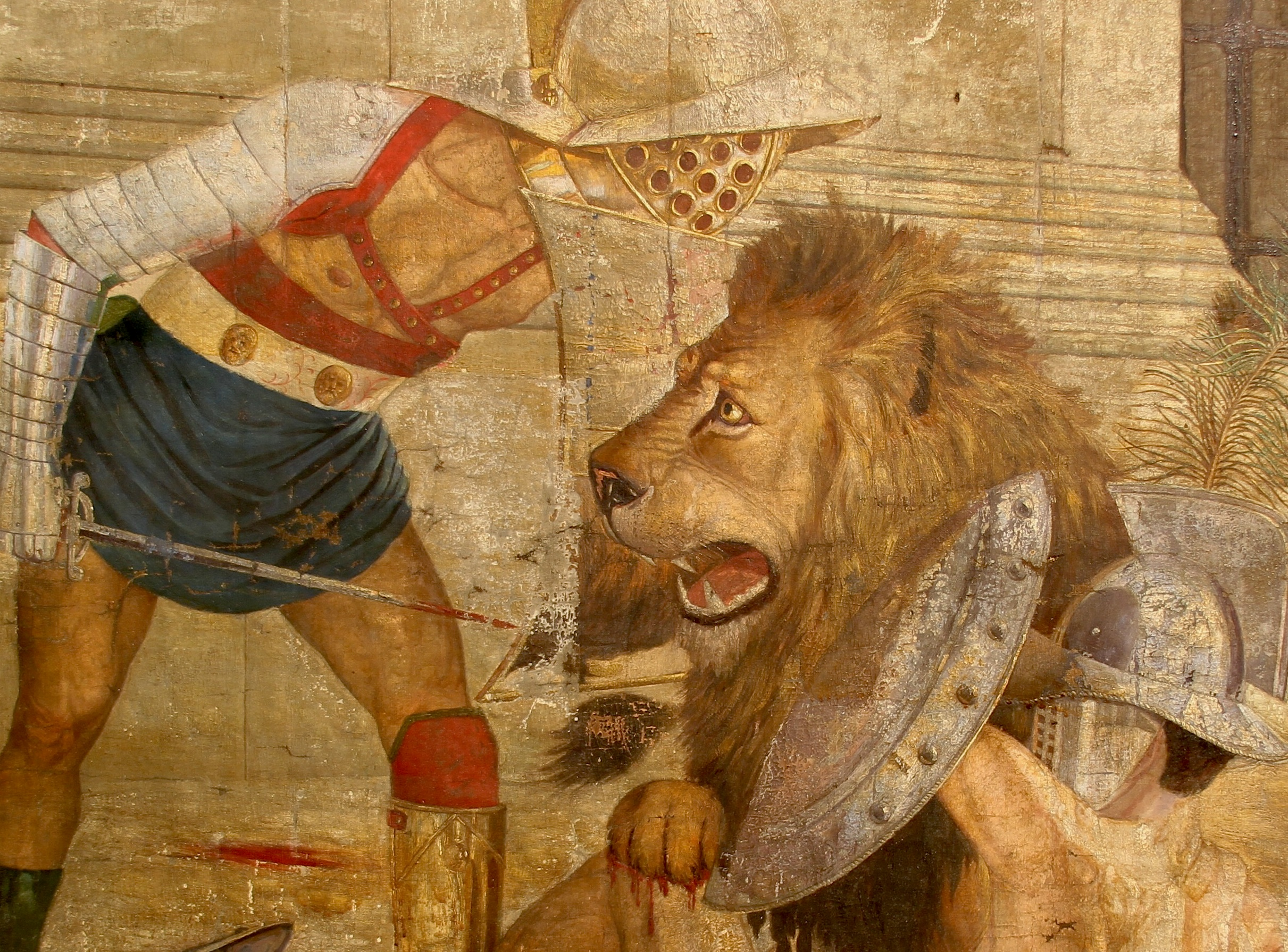
Гладіатор бореться з левом у Колізеї

Мірмі́лон (лат. mirmillo, myrmillo, множина mirmillones, myrmillones), мурмілон (murmillo) — тип давньоримського гладіатора. Гладіатори такого типу з'явилися в період ранньої Імперії, замінивши раніших гладіаторів-галлів (можливо, це було пов'язане з тим, що галли на той час цілком інтегрувалися в римську державу). Згідно з однією з версій, свою назву ці гладіатори отримали тому, що на шоломі вони носили зображення риби «мормір» (грец. μόρμυλος, μορμύρος). Слід мати на увазі, що зараз «мормірами» звуть африканських прісноводих риб, проте у давнину словом μόρμυλος, μορμύρος могли звати і певний вид риби, поширений у Середземному морі.

## Озброєння
- Гладіус — римський меч довжиною 64–81 см і вагою 1,2-1,6 кг з кістяним руків'ям. Коли з II-ІІІ ст. н. е. мірмілони отримали замість гладіуса довший меч-спату, вони стали зватися «мірмілони-спатарії» (myrmillones-spatharii).
- Скутум — прямокутний щит із з'єднаних вертикальних планок з бронзовим умбоном.
- Балтеус — шкіряний пояс з металевими оздобами.
- Маніка — сегментований чи лускатий захист руки, зроблений зі шкіри чи металевих сплавів (могла також бути кольчужною).
- Шолом з гребенем (cassis crista) — великий шолом з гребенем з пір'я чи кінського волосу, зазвичай бронзовий, з ґратчастим забралом. Зразком для нього був ширококрисовий беотійський шолом.
- Наголінники (ocreae) — захист для гомілок, виготовлявся із золота, срібла чи інших металів.
- Обмотки (fasciae) — товсті м'які накладки на ноги під наголінники, використовувалися для запобігання утворенню мозоль і пухирів.

## Спосіб бою
Мірмілон зазвичай бився з фракійцем чи гопломахом, що мали схожі зброю і обладунки (зокрема, маніку, закритий шолом та короткий меч). Деякі античні автори, включаючи Валерія Максима і Квінтиліана, стверджують, що мірмілони також регулярно билися з ретіаріями. Це мало бути незвичайним двобоєм: надто різними були важкоозброєний мірмілон і швидкий, але слабкозахищений ретіарій. Ймовірність таких двобоїв дискусійна, а збережені зображення зазвичай показують мірмілонів у поєдинку радше з фракійцями чи гопломахами, ніж з ретіаріями:237–238 n14. Втім, у телепередачі Time Team на британському каналі Channel 4 повідомлялося, що в Уельсі знайдено ручку від ножа, на якій вирізьблений двобій між ретіарієм і мірмілоном.
Гладіатори, що виступали в цьому амплуа, повинні були мати великі м'язисті руки і сильні плечі для носіння щита, меча і шолома. Зазвичай вони були високими чоловіками кремезної комплекції і завжди мали розвинуту мускулатуру.
Приклади поєдинків між мірмілонами і гладіаторами інших типів можна побачити на фресках і графіті в Помпеях. На добре збереженому зразку мірмілон на ім'я Марк Атілл (Marcus Atillus), кому приписується один двобій і одна перемога, зображений стоячи над фігурою переможеного Люція Реція Фелікса (Lucius Raecius Felix), кому приписується 12 двобоїв і 12 перемог. Противник стоїть на колінах, беззбройний і без шолома. Графіті повідомляє, що Фелікс вижив і йому була дарована свобода (манумісія):96–100.